# Spark (пісня Емі Макдональд)
«Spark» — другий сингл другого студійного альбому шотландської авторки-виконавиці Емі Макдональд — «A Curious Thing». Сингл вийшов 10 травня 2010.

## Список композицій
Цифрове завантаження
1. "Spark"  – 3:07
2. "Spark" (акустична версія з німецького радіо-турне) – 3:05

Цифрове завантаження від iTunes
1. "Spark" – 3:07
2. "Your Time Will Come" (Farewell Olympic Studios Version) – 3:48
3. "Spark" (мікс Tom Middleton) – 8:22
4. "Don't Tell Me That It's Over" (акустична версія з німецького радіо-турне) – 3:07

CD-сингл (Німеччина)
1. "Spark" – 3:07
2. "Spark" (акустична версія з HR1) – 3:05
3. "Spark" (мікс Tom Middleton) – 8:22
4. "Don't Tell Me That It's Over" (акустична версія з HR1) – 3:07

## Чарти
Тижневі чарти
| Чарт (2010)                          | Позиція |
| ------------------------------------ | ------- |
| Австрія (Ö3 Austria Top 40)          | 109     |
| Бельгія (Фландрія) (Ultratop)        | 15      |
| Бельгія (Валлонія) (Ultratop)        | 11      |
| Німеччина (GfK Entertainment Charts) | 56      |
| Швейцарія (Schweizer Hitparade)      | 30      |